# Arthur en de Minimoys
Arthur en de Minimoys (originele Franse titel Arthur et les Minimoys) is een Franse fantasiefilm uitgebracht op 26 augustus 2006. De film is een bewerking van het kinderboek Arthur et les Minimoys uit 2002 geschreven door Luc Besson.

## Verhaal
Zoals elk jaar logeert de tienjarige Arthur bij zijn grootmoeder. Hij ontdekt dat een projectontwikkelaar van plan is haar huis te slopen. In de bibliotheek van zijn opa, die vier jaar eerder mysterieus verdween, vindt Arthur een kaart met de weg naar het land van de Minimoys, kleine sprookjesachtige wezentjes. Hij pakt zijn boeltje en vertrekt op reis. Want de legende wil dat er in het land van de Minimoys een schat verstopt is. En met die schat kan hij het huis van zijn grootouders redden...

## Trivia
- In de Amerikaanse versie van de film werden de stemmen ingesproken door Snoop Dogg, Madonna & David Bowie.
- In 2014 opende Europa-Park het themagebied Koninkrijk van de Minimoys dat afgeleid is van Arthur en de Minimoys. In het nieuwe themagebied herrezen onder andere een vrije val en een gecombineerde darkride, hangende achtbaan met de naam Arthur.